# Rose Marie Eggmann
Rose-Marie Eggmann (Ginevra, 9 giugno 1924 – Berna, 6 novembre 2001) è stata una pittrice svizzera.
Durante la sua lunga carriera fu nota per la sua continua sperimentazione nelle tecniche, nei materiali e nell'uso degli spazi. Pur essendo di formazione prevalentemente pittorica, diede grande risalto all'architettura e alle relazioni che si instauravano tra osservatore e opera d'arte. Si occupò di pittura su tela, affresco murario, arazzi, mosaici di grandi dimensioni, batik, vetrate e illustrazioni di libri per l'infanzia.

## Biografia
Rose-Marie Eggmann nacque a Ginevra il 9 giugno 1924; era figlia di Paul Enrich Eggmann e Hanne-Elisabeth Wohlschlegel, rispettivamente contabile e impiegata. Era la maggiore di tre sorelle: Rose-Marie, Evelyne e Arlette.
Immersa in un ambiente stimolante, ricco di amore per le arti e la musica, crebbe in una grande villa alle porte di Ginevra, ricevendo una fine educazione permessa dal lavoro dei genitori. La giovane artista fu segnata dall’incontro con musicisti, artisti e poeti in fuga dalle persecuzioni naziste, che spesso trovavano rifugio nell’ospitalità dei suoi genitori e soggiornavano con la famiglia Eggmann per settimane.
Rose-Marie Eggmann iniziò la sua carriera artistica come pianista, conseguendo il diploma nella classe di pianoforte del Conservatorio di Ginevra. Nel 1941 decise di spostarsi a Zurigo per iscriversi alla KunstGewerberschule, nella classe di decorazione e pittura murale, spiccando immediatamente per il suo innato talento, il suo impegno, la sua inesauribile fantasia, la facilità e la rapidità con le quali dipingeva.
Nel 1946 conseguì il CFC e iniziò a lavorare come marionettista al Théâtre des Marionnettes di Ginevra.
Durante questa esperienza collaborò con Giorgio Strehler, al momento anche lui rifugiato in Svizzera, ai decori teatrali, ai costumi e alle scenografie. L'esperienza fu talmente incisiva che nel 1947 decise di trasferirsi a Basilea per apprendere la tecnica di pittura su stoffa. 
Nel 1948 fece un lungo viaggio con le sorelle minori, volto a visitare le città d’Italia più importanti. Sicuramente la visita alla Biennale di Venezia fu di grande importanza per la sua sensibilità artistica: vide esposte le opere di Klee, Chagall, Magritte e i grandi maestri dell'Impressionismo.
L’anno successivo, nel 1948, ritornò a Basilea per diventare allieva e collaboratrice di Hans Stocker. La sua grande curiosità e sete di conoscenza, combinata ad un’acuta intelligenza, la spinsero a continuare la sua formazione verso la tecnica del batik, per poi viaggiare in Italia e frequentare, nel 1950, un anno di alta specializzazione a Firenze.
In seguito al decesso del padre, decise di autosovvenzionare i suoi studi artistici studiando stenotipia, fino a diventare campionessa svizzera; in seguito a ciò, venne chiamata a trascrivere le conferenze al palazzo dell’ONU di Ginevra e per cinque anni fu segretaria personale del maestro Ernest Ansermet.
Parlava fluentemente cinque lingue.
Fu allieva di Herbert Theurillat.

## La malattia e gli ultimi anni
All’età di vent’anni Rose-Marie ebbe le prime avvisaglie della malattia che l’accompagnò fino alla fine della sua vita e che influenzò notevolmente il suo approccio alla produzione artistica, costringendola negli ultimi anni a cambiare mano principale e tecniche gestuali di esecuzione: la sclerosi multipla.
L'iniziale atrofia al nervo ottico la obbligarono a sottoporsi a cure invalidanti che non intaccarono la sua curiosità, sete di conoscenza e desiderio di mettersi alla prova.
Il passaggio dagli anni settanta agli anni ottanta è sottolineato da un cambiamento nella produzione, sempre più legata all’astrattismo e ai formati ridotti.
Obbligata dall’avanzare della malattia a dover rinunciare alle grandi superfici, la Eggmann continuò la sua carriera pittorica votandosi totalmente ai colori, in una esplosione continua e vibrante, carica di lirismo.
Perdendo il controllo della mano dominante, Rose-Marie decise di continuare a dipingere con la sinistra, ideando una nuova tecnica, frutto della sua disabilità combinato alla forte necessità di continuare a fare arte.
Gli acquerelli e gli smalti che compongono l’ultima parte della sua produzione sono il risultato di ciò.
Nello specifico, i metalli smaltati vennero realizzati versando lo smalto sulla superficie direttamente dalla boccetta, utilizzandone poi il fondo come strumento per la disposizione del colore e quindi per la creazione astratta.
Anche la firma delle opere, sempre riportata a mano per intero e spesso accompagnata dalla datazione, subisce modifiche con l’avanzare della malattia. 
Rose Marie si fece realizzare un timbro affinché questo ultimo passaggio venisse ulteriormente semplificato; nelle opere degli anni ottanta si può iniziare a notare questa nuova modalità.
Passò gli ultimi otto anni della sua vita all’ Hospital De Loëx di Berna, clinica ospedaliera che le riservò un piccolo studiolo consentendole di avere uno spazio artistico, per continuare a produrre arte fino alla fine dei suoi giorni.
Morì il 6 novembre 2001, lasciando ai posteri un patrimonio di migliaia di opere e manufatti artistici.

## Archivio Eggmann
Nel 2021 per volontà degli eredi nasce l'Archivio Eggmann, con il compito di supportare, promuovere e divulgare l'arte in ogni sua forma, con direzione speciale verso la tutela, lo studio e la valorizzazione dell'intero Fondo, 
frutto del genio artistico di Rose-Marie Eggmann, per una maggiore conoscenza del pubblico. 
Saranno valorizzate, inoltre, le figure di Arlette Eggmann, sorella di Rose-Marie, e del marito Renato Giangrandi, musicisti di chiara fama e docenti di Conservatorio nelle classi di pianoforte e violino, alla quale memoria è dedicato annualmente il Premio Nazionale Giangrandi-Eggmann per giovani musicisti, e Hanne-Elisabeth W. Eggmann, madre di Rose-Marie e Arlette, per ricordare la sua abilità alla produzione al telaio di buona parte della produzione degli arazzi dell'artista.

## Mostre personali
- 1951, Salle Beauregard, Geneva.

- 1959, Galerie d’art du Faubourg, Ginevra.

- 1960, Galerie d’art du Faubourg, Ginevra.

- 1963, Galerie Vanier, Ginevra.

- 1969, Galerie l’Atelier, Lutry.

- 1969, Galerie SMA, Ginevra.

- 1969, Sede centrale UBS, Ginevra.

- 1970, Galerie Kossodo, Ginevra.

- 1970, L’Orangerie, Cologny.

- 1970, Musée Rath, Ginevra.

- 1970, Galerie im Kornhaus, Baden.

- 1971, Galerie SMA, Ginevra.

- 1971, Suisse-Vie, Ginevra.

- 1971, Galerie de Vallombreuse, Biarritz.

- 1971, Art Club Gallery, Porto Rafael.

- 1971, Centre Culturel Frantzmayor of Montricher, Marsiglia.

- 1972, Centre Sportif des Vernets, Ginevra.

- 1972, Musée d'art et d'histoire di Ginevra, Ginevra.

- 1972, Galerie Mouffe, Parigi.

- 1972, Galerie Anni von Muhlenen, Berna.

- 1973, Missions des USA, Ginevra.

- 1973, Albisola.

- 1973, Galerie Robert Four, Parigi.

- 1974, Galerie Stebler, Ginevra.

- 1974, Galerie Handwerk, Monaco.

- 1980, Delft.

- 1980, Bruges.

- 1980, Galerie Tarab, Ginevra.

- 1980, Zum Blume, Arlessheim.

- 1981, Distrelec AG, Zurigo.

- 1982, Musée de l’Athénée, Ginevra.

- 1982, Victoria Hall, Geneva.

- 1982, Galerie Chausse-Coqs, Ginevra.

- 1983, Chartreuse de Pomier, Francia.

- 1983, Galerie Faust, Ginevra.

- 1983, Clinique Bellevue, Montana.

- 1988, Galerie Sonia Meyrat.

- 1999, Le Manoir, Cologny.

- 2001, Clos des gondettes, Satigny.

## Premi e riconoscimenti
Nel 1946 vinse il Prix Schürch - Arts décoratifs de Genève e due anni dopo, nel 1948 il Primo premio del Concorso Galland. Nel 1954 per l'Esposizione internazionale di pittura a Gorizia, vinse il Premio del Presidente della Repubblica Italiana; nel 1955 conseguì nuovamente il Primo premio del Concorso Galland. Nel 1957 vince il Prix Aldolph Neumann e un anno più tardi, nel 1958, il Prix des Peintres et Sculpteures Suisses. Nel 1964 vinse l'importante concorso per la realizzazione di un grande arazzo per la Sala del Gran Consiglio di Ginevra; nel 1966 si aggiudicò il secondo posto per la decorazione murale della Maison de Retrait di Petit-Saconnex, Ginevra.
Il 1971 vinse il Primo premio per una grande opera d'arte da installare alla sede centrale dell'UBS di Ginevra. Nel 1974, vinse il Prix de Peinture istituito dal Musée Jenish.
Nel 1983 fu incaricata nuovamente di realizzare un'opera d'arte ad hoc per la Fondation du Jubilé de l'UBS.